# Једна пупчана артерија
Једна пупчана артерија  је стање које се карактерише тиме да фетуд током трудноће пима само једну пупчану артерија, за разлику од анатомски уобичајене две.  Ово се понекад назива и двокрвна пупчана врпца или двокрвна врпца. Њен узрок није познат.

## Опште информације
Нормалне пупчане врпце имају једну вену (лева пупчана вена) и две артерије. Вене преносе оксигенисану крв од плаценте до бебе, а артерије преносе деоксигенисану крв од бебе до плаценте. У приближно 1% трудноћа постоје само два крвна суда - обично једна вена и једна артерија. У око 75% тих случајева, беба је потпуно нормална и здрава. Једна артерија може да подржи трудноћу и не указује нужно на проблеме. За осталих 25%, двокрвна врпца је знак да беба има друге абнормалности - понекад опасне по живот, а понекад не.
Лекари и бабице често предлажу родитељима да предузму додатну меру предострожности и редовно се подвргавају прегледима раста у близини термина како би се искључило интраутерино ограничење раста, што се повремено може десити и захтевати интервенцију. Па ипак, већина беба са ограничењем раста и овом абнормалношћу такође има и друге дефекте. Коначно, новорођенчад са овим налазом могу имати и већу учесталост проблема са бубрезима, стога може бити потребан пажљив преглед новорођенчета убрзо након рођења. Међу бебама са СУА постоји благо повећан ризик од постнаталних уринарних инфекција.

## Епидемиологија
Приближно, овај поремећај погађа између 1 од 100 до 1 од 500 трудноћа, што је чини најчешћом абнормалношћу пупчане врпце. Нешто је чешћа код вишеструких порођаја, код новорођенчади са хромозомским аномалијама и код девојчица него код дечака.

## Фактори ризика
Једна пупчана артерија повећава ризик да беба има срчане, скелетне, цревне или бубрежне проблеме. Бебе са једнома пупчаном артеријом могу имати већу вероватноћу да имају друге конгениталне абнормалности, посебно оне на срцу. Међутим, додатно тестирање (скенирање ултразвукоим високог нивоа) може искључити многе од ових абнормалности пре рођења и ублажити родитељску анксиозност.
Једна пупчана артерија може бити повезано са трисомијом 18, такође познатом као Едвардсов синдром. Утврђено је да је  са једном пупчаном артеријом повезано и интраутерино ограничење раста.

## Дијагноза
Дијагноза се може се поставити у првом тромесечју трудноће употребом 2Д ултразвука. Сонограф је у стању да идентификује двокрвну врпцу на слици са бешиком и колор доплером, што ће показати само једну артерију која иде око једне стране бешике. Код нормалног фетуса, постојале би 2 артерије (по једна са сваке стране бешике).
Ехокардиографија фетуса  се саветује како би се утврдило да срце правилно функционише. Генетско саветовање такође може бити корисно, посебно када се процењују предности и мане инвазивнијих процедура као што су биопсија хорионских ресица и амниоцентеза. Ове инвазивне процедуре се обично изводе када постоји сумња на хромозомску абнормалност или генетски дефект и потврдиће дијагнозу. 

## Прогноза
Иако је присуство субутерине мокраћне мождине фактор ризика за додатне компликације, већина фетуса са овим стањем неће имати других проблема, ни у материци ни након рођења. Посебно охрабрујући су случајеви у којима нису видљиви други меки маркери за конгениталне абнормалности путем ултразвука. С обзиром на то, велика већина трудница се не подвргава напредним ултразвучним прегледима потребним за потврду једне пупчане артерија ин утеро. 